# Cheddar (queijo)
O cheddar é uma variedade de queijo, originalmente produzido na Idade Média na aldeia de Cheddar no condado inglês de Somerset. As vezes é alaranjado por corantes. De cor branca ou amarelada, apresenta consistência firme. Deve ter um período de amadurecimento (cura) de pelo menos doze a dezoito meses. Muitas das receitas que levam cheddar costumam empregá-lo fundido, na forma de creme, semelhante ao catupiry. Esta forma, muito comum no Brasil, é derivada de um queijo americano, que é processado, muito diferente da versão original inglesa, que é um queijo natural.